# Gustav-Adolf Voss
Gustav-Adolf Voss (* 1929 in Berlin; † 5. Oktober 2013 in Hamburg), genannt Gus Voss, war ein deutscher Physiker, der sich mit Teilchenbeschleunigerphysik befasste.

## Leben
Voss wurde 1955 an der TU Berlin in Physik promoviert und war ab 1956 in Hamburg an der Anfangsentwicklung des DESY beteiligt. Danach war er 14 Jahre am Cambridge Electron Accelerator (CEA) bei M. Stanley Livingston und Kenneth W. Robinson. Mit Robinson erfand er die Technik der low beta insertion zur Strahlfokussierung in Speicherringen. 1973 bis zu seinem Ruhestand 1994 war er im Direktorium des DESY und außerdem ab 1974 Physikprofessor an der Universität Hamburg. Am DESY war er unter anderem für den Aufbau des Elektron-Positron-Speicherrings PETRA verantwortlich (der unter seiner Leitung über ein halbes Jahr vor der geplanten Zeit fertiggestellt wurde, rechtzeitig für einen der größten Erfolge des DESY, der Entdeckung des Gluons Ende der 1970er Jahre) und danach für die HERA Speicherringe.
Nach seiner Pensionierung war er unter anderem am SESAME Projekt in Jordanien engagiert.
1994 erhielt er den Robert R. Wilson Prize der American Physical Society. 2010 erhielt er die Tate Medaille des American Institute of Physics, wobei sein Engagement für die Unterstützung osteuropäischer Teilchenphysiker nach dem Zusammenbruch der Sowjetunion, die Stimulierung der Beschleunigertechnologie in Europa sowie sein Engagement bei SESAME hervorgehoben wurden. 2009 wurde er erster Träger der Goldenen Ehrennadel des DESY.
Mit Ulrike Voss und Dagmar Willhöft schrieb er ein Buch Hilfe wir werden bestrahlt.